# Ци Болинь
Ци Болинь (кит. трад. 齊 柏林, пиньинь Qí Bólín; 27 декабря 1964 — 10 июня 2017) — тайваньский фотограф аэрофотосъёмки, оператор и режиссёр документального кино и общественный деятель в области защиты окружающей среды. Лауреат премии кинофестиваля «Золотая лошадь» 2013 года за лучший документальный фильм.

## Биография и карьера
Родился в Тайбэе в 1964 году.
Окончил в 1988 году Университет Лунхуа.
С 1990 года работал в штате министерства транспорта и коммуникаций Китайской Республики, с 1991 года осуществляя аэрофотосъёмку строительства объектов.
С некоторых пор, помимо рабочих обязанностей, увлёкся художественной аэрофотосъемкой, арендуя вертолёт за собственные средства, проведя в таких полётах более 1600 часов и сняв около 300 тысяч кадров. С 1998 года публиковал свои фотографии, с 2005 — участвовал в крупных фотовыставках.
В 2009 году, после обрушения на Тайвань тайфуна Моракот, ушёл с государственной службы и сосредоточился на документальной кинематографии, чтобы запечатлеть восстановление страны.
Фильм Ци Болиня «Beyond Beauty, Taiwan From Above», где он совмещал обязанности режиссёра и оператора, стал первым документальным фильмом страны, снятым с использованием аэрофотосъёмки. Фильм показывал красоты Тайваня, в то же время показывая проблему вредящих им загрязнения воздуха и смога. Картина была удостоена номинации кинофестиваля «Золотая лошадь» 2013 года в категории «лучшая оригинальная музыка к фильму» (композиторов Рикки Хо и Линь Чинтая) и премии того же фестиваля в категории «лучший документальный фильм».
Помимо фильмов, фотоматериалы Ци Болиня были изданы в книжном формате:
- Chi, Po-lin, Yeh, Huan-hui. Images of the Northern Taiwan Second Freeway : Capturing the Feeling of Nature and the Earth (англ.). — Taipei: MOTC, 1997. — ISBN 9570201266.
- Chi, Po-lin. Tai wan fei lan (неопр.). — Taipei: Choice Development, Inc. (zh:秋雨文化 pinyin: Qiū yǔ wén huà), 2001. — ISBN 986-7680-06-5.
- Chi, Po-lin. Our Land Our Story (неопр.). — Taipei: Choice Development, Inc., 2004. — ISBN 986-7680-68-5.
- Chi, Po-lin. Cong kong zhong kan tai wan : qi bo lin kong zhong she ying ji (таг.). — Taipei: Owl Publishing House, 2012. — ISBN 978-986-262-110-3.
- Chi, Po-lin. Wo di xin, wo di yan, kan jian tai wan: qi bo lin kong pai 20 nian di jian chi yu shen qing (индон.). — Taipei: Booklife, 2013. — ISBN 9789861334691.
- Chi, Po-lin. Beyond Beauty : Taiwan from Above (неопр.). — Taipei: Above Taiwan, 2015. — ISBN 978-986-92467-0-5.

Кинематографист погиб вместе со своим помощником и пилотом при крушении вертолёта в гористой местности в районе посёлка Фэнбинь в ходе съёмок продолжения фильма Beyond Beauty II, запланированного к выходу в 2019 году. Ци Болинь оставил после себя вдову, сына и дочь. Соболезнования были высказаны многими лицами, вплоть до президента Тайваня Цай Инвэнь.